# Gellius Hillema
Gellius Hillema était un juriste, homme politique et diplomate frison, né le 15 décembre 1563 à Leeuwarden et mort le 2 janvier 1626 à Leeuwarden.

## Biographie
Fils d'Oeds Arents Van Hillama van Bergum, Gellius Hillema suit ses études à l'école latine de sa ville natale, de celle de Delft, puis aux collèges de Leiden et d'Orléans, puis du Danemark. Docteur ès droits, il devient avocat à la cour de Frise et secrétaire de la ville de Leeuwarden en 1585. Le 8 avril 1597, il est nommé conseiller à la Cour de Frise. Il est envoyé à La Haye en 1600 pour demander aux États généraux « d'interposer l'autorité et la souveraineté des pays » dans les conflits dangereux qui sévissaient à l'époque en Frise.
En 1602, il est nommé avec quelques autres pour rédiger un code pour la Frise, connu sous le nom de Lands Ordonnantie.
Avec Theodoretus Tiara, il est appelé à Emden en 1603 pour travailler au rétablissement de la paix.
En 1605, il devient conservateur et curateur de l'académie de Franeker.
Il est délégué de la généralité de Frise auprès des États généraux à La Haye et, en 1608 et 1609, il est autorisé à traiter le dossier. Le 19 avril 1609, il rend un compte rendu détaillé et ouvert de l'incident et a exhorté ses compatriotes pour leur courage et leur persévérance. La même année, il agit en tant que commissaire de la Cour pour régler les différends à Leeuwarden. Le 29 janvier 1610, il est chargé de nombreuses autres consultations avec les députés de l'archiduc Albert et de l'archiduchesse Isabelle-Claire-Eugénie d'Autriche sur certains points de litige découlant de la trêve de 1609.
Gilles Hillema meurt en 1626, laissant derrière lui sa femme Hauck van Haersma, trois fils, et une fille qui épousera le célèbre avocat et droit Hector van Bouricius. Son fils, Jesse Hillema, deviendra secrétaire de la ville de Malines.